# Ljudmila Sirotkina
Ljudmila Sirotkina (in russo Людмила Сироткина?; 17 aprile 1981) è una pentatleta russa.

## Palmarès
In carriera ha conseguito i seguenti risultati:
- Mondiali:

Varsavia 2005: oro nel pentathlon moderno a squadre ed argento staffetta a squadre.
Città del Guatemala 2006: bronzo nel pentathlon moderno staffetta a squadre.
Berlino 2007: bronzo nel pentathlon moderno a squadre.
- Europei

Montepulciano 2005: oro nel pentathlon moderno staffetta a squadre.
Mosca 2008: argento nel pentathlon moderno staffetta a squadre.